# Africa Spectrum
Africa Spectrum (vor 2009 Afrika Spectrum) ist eine seit 1966 erscheinende, vollreferierte, ISI-indexierte, wissenschaftliche Fachzeitschrift zu politischen, wirtschaftlichen und sozialen Entwicklungen in Afrika.

## Herausgeber
Herausgeber des Africa Spectrum ist das GIGA Institute for African Affairs (GIGA Institut für Afrika-Studien) in Hamburg. Die dreimal jährlich erscheinende Zeitschrift ist Teil der GIGA Journal Family des German Institute for Global and Area Studies (GIGA, Hamburg). Die Redaktion wird von Julia Grauvogel und Leonardo Arriola geleitet.
Die GIGA Journal Family wurde von der Deutschen Forschungsgemeinschaft (DFG) als Open-Access-Pilotprojekt gefördert. Zu Beginn des Jahres 2009 wurden mehrere etablierte sozialwissenschaftliche Zeitschriften, darunter auch Africa Spectrum, in Open Access Journals überführt und sind seither weltweit kostenlos online zugänglich. Die Zeitschriften werden außerdem als Printversionen weitergeführt.

## Konzept
Africa Spectrum richtet sich an Fachleute und Interessierte, die sich in Wissenschaft und Politik, Wirtschaft, Verwaltung und Medien mit Afrika befassen.
Alle wissenschaftlichen Aufsätze werden vor ihrer Veröffentlichung einem doppelt anonymisierten Begutachtungsverfahren (Peer-Review) unterzogen, um die Qualität der Beiträge zu sichern.
Africa Spectrum wird unter anderem vom Social Science Citation Index (ISI/SSCI), dem Public Affairs Information Service (PAIS) und der International Bibliography of the Social Sciences (IBSS) ausgewertet und indexiert. Außerdem gehört die Zeitschrift zum Bestand vieler öffentlicher und Universitäts-Bibliotheken in Deutschland und weiteren Ländern.